# Dama col mazzolino
La Dama col mazzolino (en français Dame au bouquet) est une sculpture en marbre de 60 cm de haut d'Andrea del Verrocchio et datable de 1475 environ. Elle est conservée au musée du Bargello à Florence.

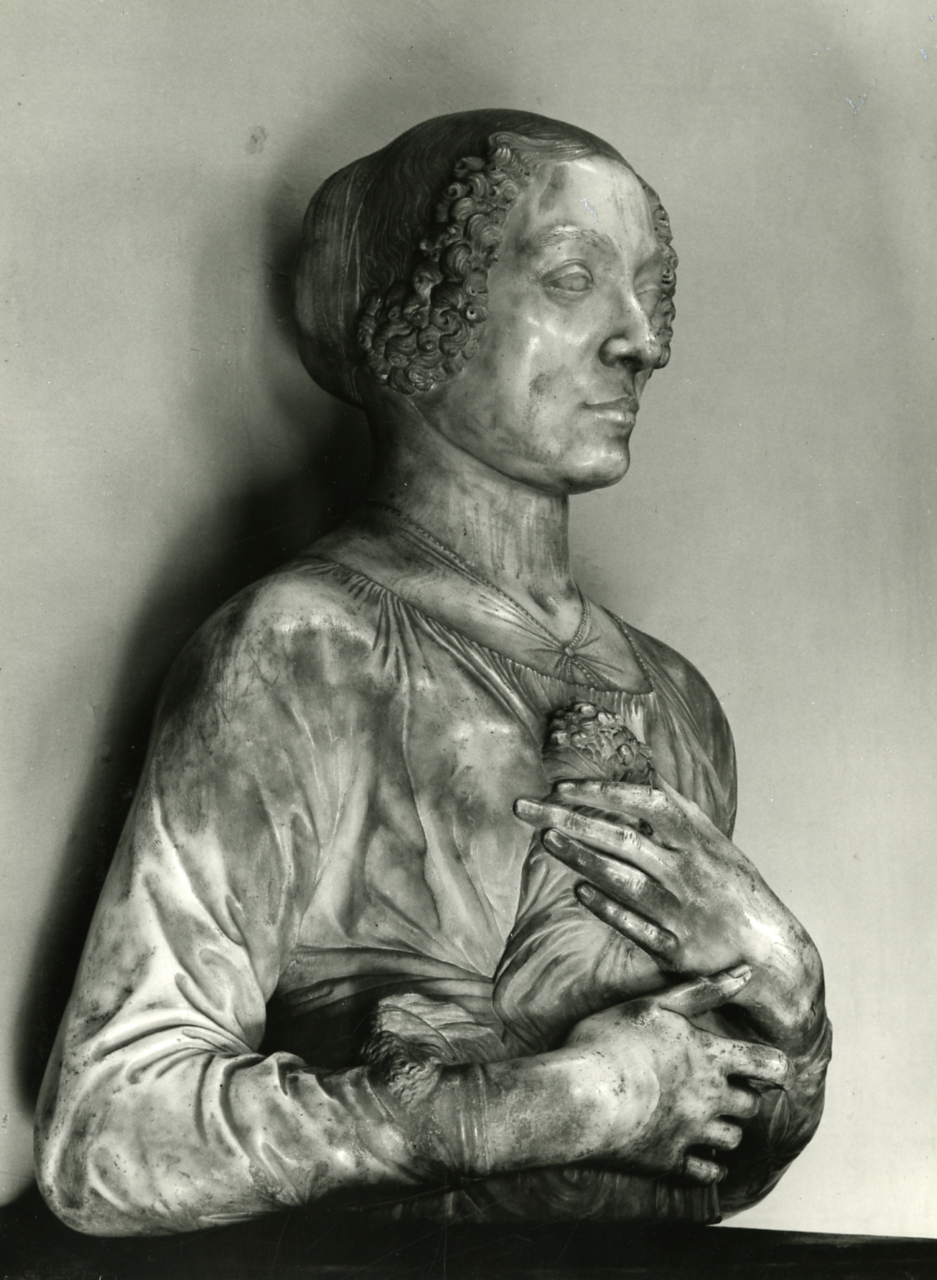
Photo par Paolo Monti, 1966